# Municipio de Boston (condado de Madison)
Boston Township era una subdivisión territorial del condado de Madison, Arkansas, Estados Unidos. Fue disuelta para el censo de 2020.
Era una subdivisión exclusivamente geográfica, por cuanto el estado de Arkansas no utiliza la herramienta de los townships como Gobiernos municipales.

## Geografía
La subdivisión estaba ubicada en las coordenadas 35°51′15″N 93°35′03″O / 35.85417, -93.58417 (35.854115, -93.58403). Según la Oficina del Censo de los Estados Unidos, tenía una superficie total de 242.5 km², de los cuales 242.2 km² correspondían a tierra firme y 0.3 km² estaban cubiertos de agua.

## Demografía
Según el censo de 2010, en ese momento había 168 personas residiendo en la zona. El 99.4 % de los habitantes eran blancos y el 0.6 % eran de una mezcla de razas. Del total de la población, el 1.19 % eran hispanos o latinos de cualquier raza.